# Nanny McPhee and the Big Bang
Nanny McPhee and the Big Bang (bra: Nanny McPhee e as Lições Mágicas; prt: Nanny McPhee e o Toque de Magia), também conhecido como Nanny McPhee Returns, é um filme franco-britano-nipo-estadunidense de 2010, do gênero comédia fantástica, dirigido por Susanna White, com roteiro de Emma Thompson baseado na personagem Nurse Matilda, de Christianna Brand.
Esta sequência de Nanny McPhee (2005), tem o retorno de Emma Thompson no papel principal e ainda as participações de Maggie Gyllenhaal, Ralph Fiennes, Rhys Ifans, Ewan McGregor, Asa Butterfield e Maggie Smith.

## Sinopse
Em 1943, na Inglaterra, Nanny McPhee chega à casa de uma jovem mãe que tenta sozinha administrar seu sítio, pois seu marido fora convocado para lutar na guerra. McPhee acaba descobrindo uma disputa das crianças da casa contra dois primos mal-acostumados vindos da cidade. Com sua magia, ela tentará ensinar novas lições às crianças.

## Elenco
- Emma Thompson como Nanny McPhee
- Maggie Gyllenhaal como Isabel Green
- Rhys Ifans como Phil Green
- Asa Butterfield como Norman Green
- Lil Woods como Megsie Green
- Oscar Steer como Vincent Green
- Eros Vlahos como Cyril Gray
- Rosie Taylor-Ritson como Celia Gray
- Maggie Smith como Agatha Rose Doherty
- Ewan McGregor como Rory Green
- Ralph Fiennes como o pai de Lord Grey, Cyril e Celia
- Sam Kelly como Sr. Algernon Doherty
- Sinéad Matthews como Miss Topsey
- Katy Brand como Miss Turvey
- Bill Bailey como fazendeiro MacReadie
- Nonso Anozie como sargento Ralph Jeffreys
- Ed Stoppard como o tenente Addis
- Toby Sedgwick como o piloto de avião

## Recepção
Nanny McPhee and the Big Bang teve recepção mediana por parte da crítica. Com base em 25 avaliações profissionais, alcançou uma pontuação de 52% no Metacritic.
Com índice de 76%, o Rotten Tomatoes publicou um consenso: "O trabalho de amor com o personagem Nanny McPhee de Emma Thompson realmente melhora em relação ao primeiro, oferecendo uma lição, com um elenco."